# Hockelbach
Hockelbach est un hameau de Belgique, situé dans la commune de Welkenraedt en province de Liège (Région wallonne). 
Avant la fusion des communes de 1977, Hockelbach faisait partie de la commune de Henri-Chapelle.

## Situation et description
Hockelbach se situe à l'est du Pays de Herve dans un vallon bien protégé entre les hameaux de Lekker, Auweg et Hoof. Henri-Chapelle se situe à 2 km au nord et Welkenraedt à 6,5 km à l'est. Le hameau se compose d'une route principale d'orientation nord-sud et de quelques voies adjacentes menant le plus souvent à des fermes. L'altitude varie entre 285 et 305 m.